# Seihaku-ji
Seihaku-ji (清白寺) est un temple de l'école Zen Rinzai Myōshin-ji situé dans la ville de Yamanashi, préfecture de Yamanashi au Japon. Il aurait été fondé en 1333 après un rêve d'Ashikaga Takauji. Le temple a été gravement endommagé par un incendie en 1682,.

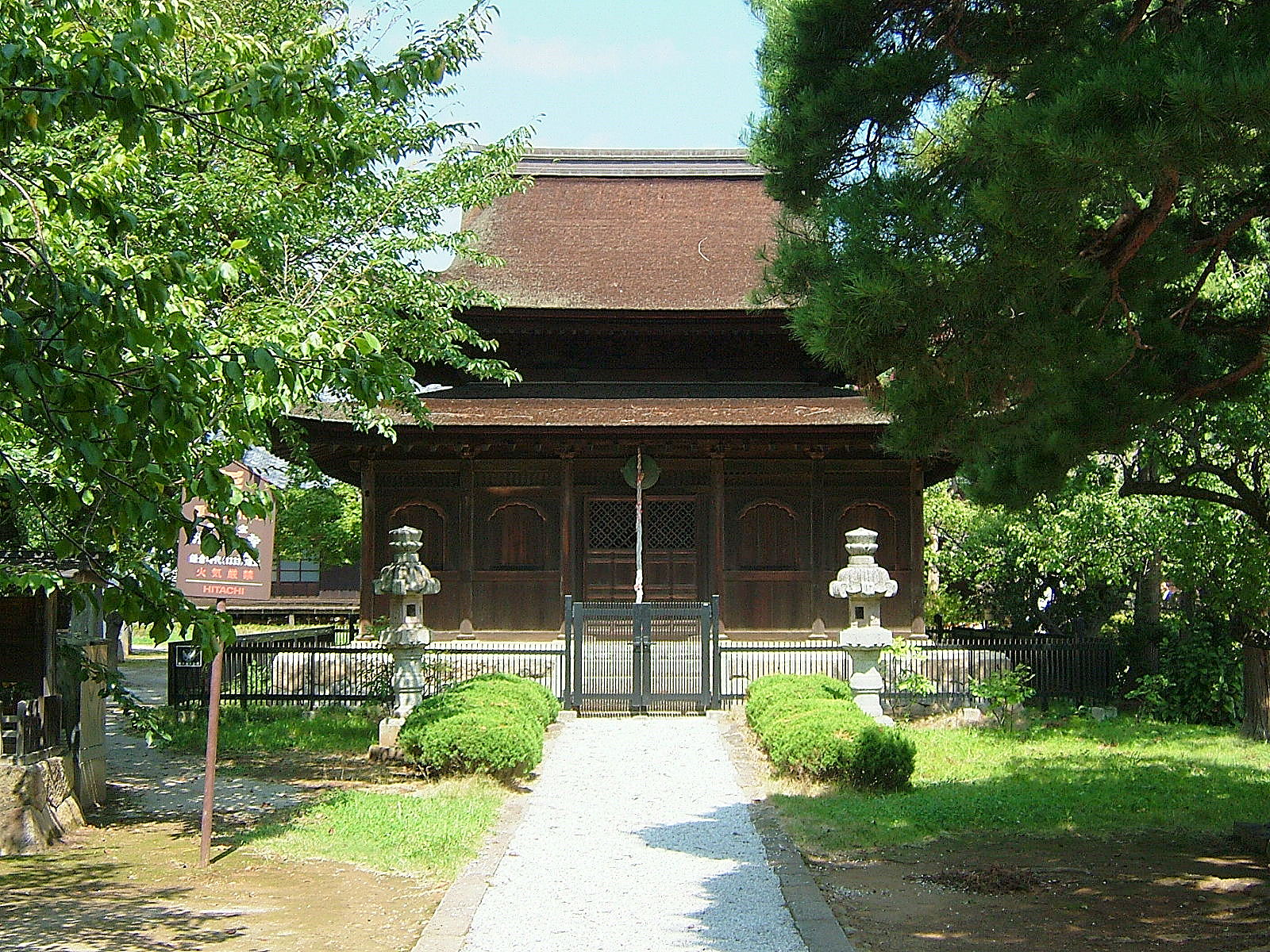
Le butsuden de Seihaku-ji de 1415, trésor national du Japon

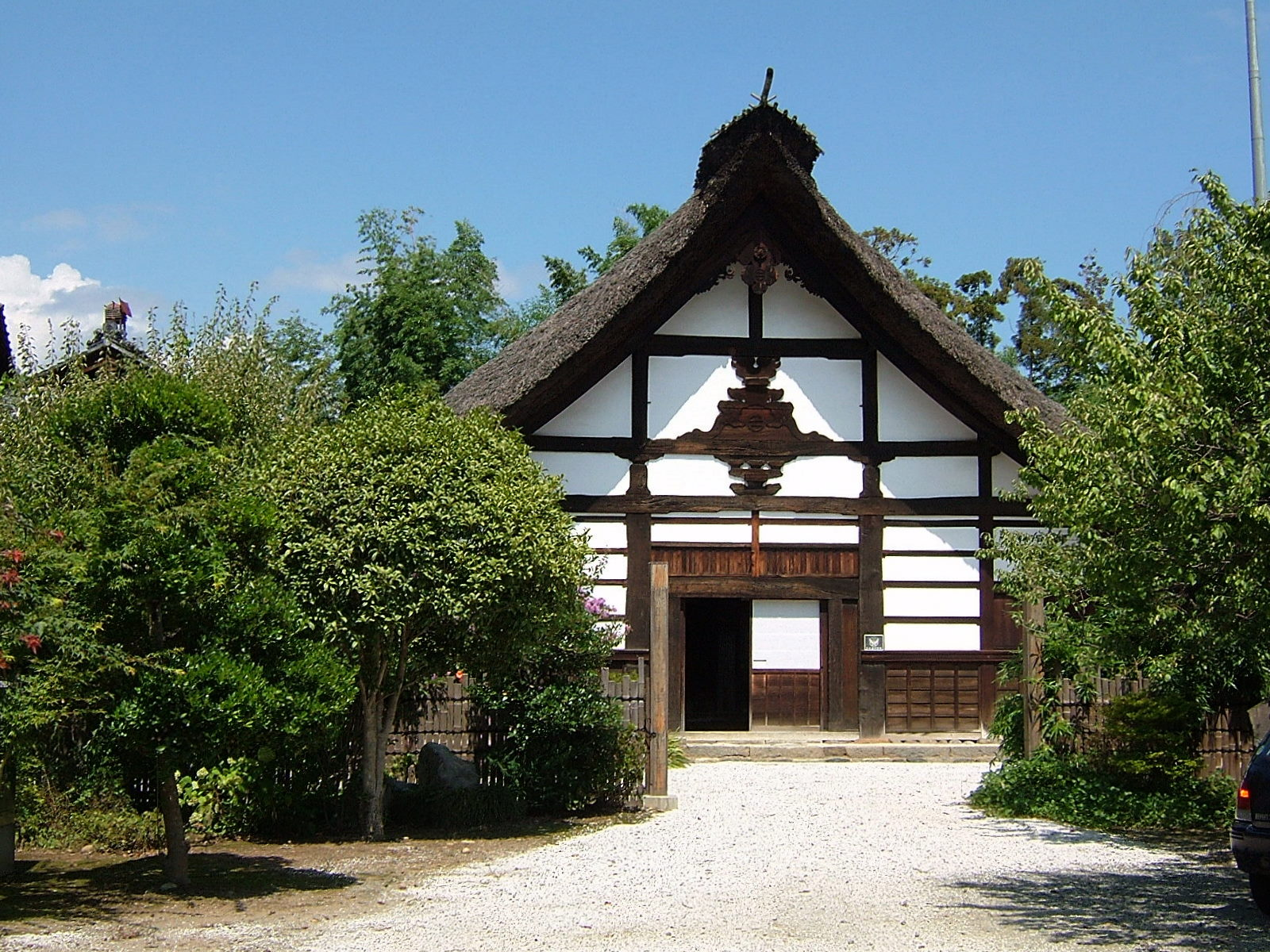
Kuri de 1689-93, bien culturel important du Japon

Le butsuden (仏殿) de 1415, bâtiment de 3x3 ken avec mokoshi a été classé trésor national du Japon en 1955. Sa date de construction précise a été connue à partir d'éléments trouvés lors du démontage pour des réparations en 1917. Son ranma 欄間 a été endommagé par le séisme de 2011 à Tōhoku.
Le kuri (庫裏) de 1689-93 est représentatif des quartiers de prêtres de la région à l'époque d'Edo et a été classé bien culturel important du Japon en 2005.